# Diplotaxis knausi
Diplotaxis knausi är en skalbaggsart som beskrevs av Schaeffer 1907. Diplotaxis knausi ingår i släktet Diplotaxis och familjen Melolonthidae. Inga underarter finns listade i Catalogue of Life.